# IC 1018
IC 1018 је галаксија у сазвјежђу Волар која се налази на листи објеката дубоког неба у Индекс каталогу.
Деклинација објекта је + 25° 49' 48" а ректасцензија 14h 28m 12,7s. Привидна величина (магнитуда) објекта IC 1018 износи 14,7 а фотографска магнитуда 15,7. IC 1018 је још познат и под ознакама CGCG 133-63, PGC 51675.